# Simon Arnauld de Pomponne

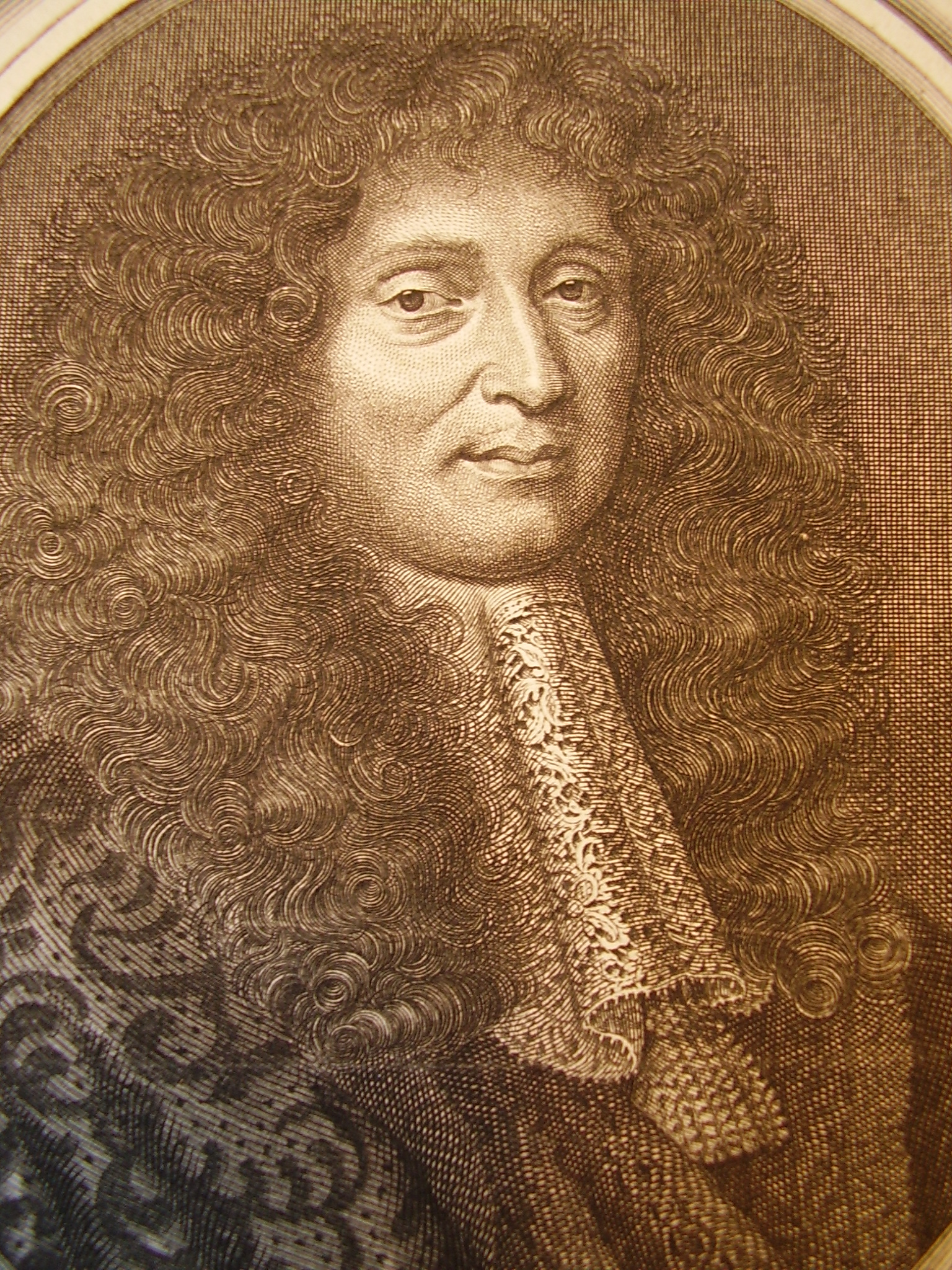
Simon Arnauld de Pomponne

Simon Arnauld de Pomponne (Parijs, november 1618 - Fontainebleau, 26 september 1699) was een Frans minister van Buitenlandse Zaken (1671-1679) van Lodewijk XIV.

## Biografie
Simon Arnauld was afkomstig uit een jansenistische familie en werd in 1618 geboren als een zoon van Robert Arnauld d'Andilly en Catherine Le Fevre de la Boderie. Hij verkreeg Pomponnen in 1660 van zijn moeder na zijn huwelijk in dat jaar. Arnauld begon zijn carrière in 1643 als intendant voor het Franse garnizoen van Casale Monferrato. Ten tijde van de Fronde was hij "intendant d'armée" in Catalonië, Parijs en Italië. Zijn allereerste diplomatieke missie was het sluiten van een verdrag met de hertog van Mantua. Een opdracht waarin hij slaagde. Door de verspreiding van jansenisme na 1655 in Frankrijk verkreeg hij niet de positie van kanselier van Filips I van Orléans. Arnauld trouwde in 1660 met een nicht van Nicolas Fouquet. Hierdoor raakte hij verbannen uit Parijs.
In 1665 mocht Arnauld weer terugkeren naar Parijs en kreeg hij door zijn vriendschap met Michel le Tellier en Hugues de Lionne de positie van ambassadeur in Zweden. Vier jaar later werd hij benoemd tot ambassadeur in Den Haag. In deze functie volgde hij Godefroi d'Estrades op. Deze positie bekleedde maar twee jaar voor hij weer als ambassadeur naar Zweden moest. In 1671, na de dood van Hugues de Lionne, werd Pomponne door Lodewijk XIV van Frankrijk benoemd tot minister van de Buitenlandse Zaken. Ten tijde van het Rampjaar reisde hij met de Franse hofkaravaan mee en voerde hij onderhandelingen met Pieter de Groot over het lot van de Republiek.
Pomponne was in 1678 aanwezig bij de Vrede van Nijmegen, maar een jaar later werd hij door Lodewijk XIV ontslagen. In 1682 werd Pomponne verheven tot een markizaat en 1691 verkreeg hij een positie in de Conseil d'en Haut. Pomponne overleed in 1699 in Fontainebleau.
- Bibliothèque nationale de France: cb161857704 (data)
- Gemeinsame Normdatei: 102613370X
- International Standard Name Identifier: 0000 0001 1323 1447
- Library of Congress Control Number: no2003060409
- Nationale Bibliotheek van Israël: 987007329409505171
- Nederlandse Thesaurus van Auteursnamen: 070667519
- Istituto Centrale per il Catalogo Unico: RAVV100933
- SNAC: w6932pgz
- Système universitaire de documentation: 087266644
- Virtual International Authority File: 63698699
- WorldCat: E39PBJfRHbvFCMYwdwdv4hB773